# Droga krajowa nr 1 (Węgry)
Droga krajowa nr 1 (węg. 1-es főút) – droga krajowa na Węgrzech. Łączy Węgry ze wschodnią Austrią (Budapeszt z Wiedniem). Długość – 178 km. Droga jest zdublowana przez autostradę M1. Przebieg:
- Budapeszt
- Budaörs
- Biatorbágy – skrzyżowanie z M1
- Bicske
- Óbarok – skrzyżowanie z 811
- Tatabánya – skrzyżowanie z M1
- Tata
- Almásfüzitő – skrzyżowanie z 10
- Komárom – skrzyżowanie z 13
- Győr – skrzyżowanie z 19, 81 i 14
- Abda – skrzyżowanie z 85
- Mosonmagyaróvár – skrzyżowanie z 15 i 86
- Hegyeshalom – skrzyżowanie z M15, i 16, połączenie z M1